# Ninel Krutova
Ninel Krutova (rus: Нинель Васильевна Крутова-Беззаботнова)  (Kíiv, 3 de gener de 1926), coneguda de casada com a Ninel Bezzabotnova, és una saltadora ucraïnesa que va competir sota bandera de la Unió Soviètica entre les dècades de 1940 i 1960. Viu a Moscou.
Durant la seva carrera esportiva va prendre part en tres edicions dels Jocs Olímpics d'Estiu: el 1952, 1956 i 1960. El 1952, a Hèlsinki, va disputar dues proves del programa de salts. Fou quarta en la prova del trampolí de 3 metres i catorzena en la de palanca. Als Jocs de Melbourne de 1956 fou desena en la prova de trampolí. Fou als Jocs de Roma de 1960 on aconseguí els seus majors èxits. Guanyà la medalla de bronze en la prova de palanca i fou cinquena en la de trampolí.
També va guanyar el Campionats d'Europa de salts de trampolí de 1958 i fou segona en el de palanca el 1962. A nivell nacional va guanyar 13 títols soviètics, quatre en el trampolí de 3 metres (1945, 1955, 1957 i 1959) i nou en la palanca de 10 metres (1945 a 1947, 1949 i 1959 a 1963). Un cop retirada, el 1964, passà a exercir d'entrenadora al Dinamo de Moscou i a l'equip nacional.